# Heterusia symphlebica
Heterusia symphlebica är en fjärilsart som beskrevs av Louis Beethoven Prout. Heterusia symphlebica ingår i släktet Heterusia och familjen mätare. Inga underarter finns listade i Catalogue of Life.